# Мос-Фьеттерстрём, Мярта
Мярта Мос-Фьеттерстрём (швед. Märta Måås-Fjetterström, полное имя Märta Livia Vilhelmina Måås-Fjetterström; 1873—1941) — шведская художница по текстилю.

## Биография
Родилась 21 июня 1873 года в Кимстаде муниципалитета Норрчёпинг в семье священника Рудольфа Фьеттерстрёма (1838—1920) и его жены Хедвиг Оливии Августы, урождённой Биллстен (1849—1932), была второй из восьми детей.
С 1890 по 1895 год Мярта посещала школу декоративно-прикладного искусства Констфак в Стокгольме. По её окончании, несколько лет преподавала в Технической школе в Йёнчёпинге, одновременно создавая декоративные тканые работы, которые выставила в 1900 году. В 1902 году Мос-Фьеттерстрём пригласили работать инструктором по ткачеству в ассоциацию Kulturhistoriska föreningen в Лунде (ныне музей Kulturen), где она демонстрировала интерес к текстильным традициям провинции Сконе, но испытывала трудности в отношениях с главой ассоциации — Георгом Карлином. Это побудило её переехать в ткацкую школу в Виттшё, куда Мярту пригласила Лилли Зикерман.
В 1905 году Мярту Мос-Фьеттерстрём пригласили возглавить недавно созданное ремесленное предприятие в Мальмё, известное как Malmöhus läns Hemslöjdsförening. В нём был магазин, где можно было купить произведенные товары. Через шесть лет она покинула предприятие в Мальмё и в 1913 году была вновь принята на работу в ткацкую школу в Виттшё, где вместе с Лилли Зикерман продолжила заниматься разработкой современного дизайна, в частности, для ворсовых ковров.

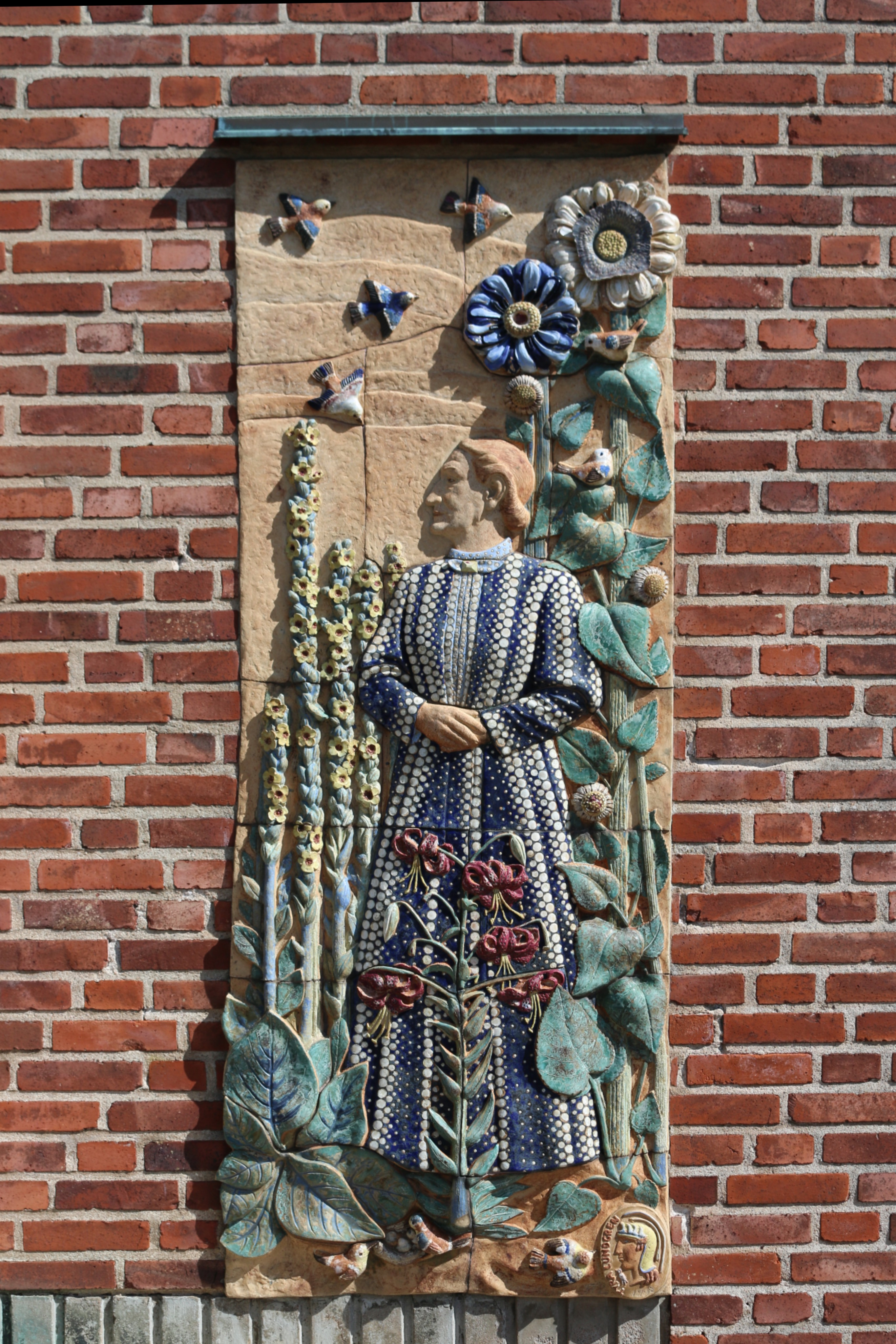
Барельеф Мярты Мос-Фьеттерстрём в Бостаде работы Тайры Лундгрен

В 1919 году Мос-Фьеттерстрём открыла собственное ткацкое ателье Märta Måås-Fjetterström AB в городе Бостад, которое быстро приобрело хорошую репутацию из-за своих ворсовых ковров. Она наняла известных ткачей, включая Барбро Нильссон и Марианну Рихтер. В 1930-х годах она производила классические ковры, в том числе Röda trädgårdsmattan, Bruna heden и Hästhagen и Ängarna. В сотрудничестве с дизайнером Карлом Мальмстеном ею были изготовлены тканые работы для частных домов и общественных пространств, таких как Шведский институт в Риме, дворец Ульриксдаль, усадьба Овралид и ряд посольств Швеции.
Мос-Фьеттерстрём принимала участие вомногих выставках. Её работы выставлены в ряде важных художественных музеев мира, в том числе в Метрополитен-музее в Нью-Йорке, в лондонском музее Виктории и Альберта и парижском Лувре.
В 1924 году Мярта Мос-Фьеттерстрём была удостоена медали Litteris et Artibus за вклад в культуру Швеции.
Умерла 13 апреля 1941 года в Бостаде. Была похоронена на кладбище Båstads Nya Begravningsplats, ныне известно как новое городское кладбище Mariakyrkan.
После смерти Мярты Мос-Фьеттерстрём её мастерская была преобразована в 1942 году в компанию с ограниченной ответственностью AB MMF, где работали известные шведские художницы по текстилю.

## Память
- Шведская скульптор Тайра Лундгрен Создала в Бостаде барельеф, посвящённый Мос-Фьеттерстрём.
- 11 октября 2019 года король Карл Густав и королева Сильвия открыли в Стокгольме выставку «Посмотрите на ковры», где были представлены работы Мярты Мос-Фьеттерстрём.[8]